# Agente liberador de monoamina

Anfetamina, ejemplo de agente liberador de monoamina o MRA (en inglés)

L-Efedrina

Un agente de liberación de monoamina (MRA del inglés), o simplemente liberador de monoamina, es un fármaco que induce la liberación de un neurotransmisor de monoamina desde la neurona presináptica dentro de la sinapsis, dando lugar a un aumento en los concentraciones extracelulares del neurotransmisor. Muchos fármacos inducen sus efectos en el cuerpo y / o el cerebro a través de la liberación de neurotransmisores de monoamina, por ejemplo, trazan aminas, muchas anfetaminas sustituidos, y compuestos relacionados.

## Tipos de MRA
Hay una variedad de diferentes tipos de agentes de liberación de monoamina (MRA), incluyen dos grandes grupos:
- Selectivo liberan un solo neurotransmisor
  - agente de liberación de serotonina (SRA)
  - agente de liberación de Norepinefrina (ANR)
  - agente de liberación de dopamina (DRA)

- No selectivo, liberan dos o más neurotransmisores
  - agente de liberación de norepinefrina-dopamina (NDRA)
  - agente de liberación de serotonina-norepinefrina (SNRA)
  - agente de liberación de serotonina-dopamina (SDRA)
  - agente de liberación de serotonina-norepinefrina-dopamina (SNDRA)

## Mecanismo de acción
Los ARM causan la liberación de la neurotransmisores monoamina por un complejo mecanismo de acción . En primer lugar, entran en el presináptica de la neurona principalmente a través de transportadores de membrana de plasma , tales como el transportador de dopamina (DAT), transportador de norepinefrina (NET), y el transportador de serotonina (SERT). Algunos, como exógeno feniletilamina , la anfetamina y la metanfetamina , también puede difundirse directamente a través de la membrana celular en diversos grados. Una vez dentro de la neurona presináptica, que inhiben la recaptación de neurotransmisores de monoamina a través de transportador vesicular de monoaminas 2 (VMAT2) y liberar los neurotransmisores tiendas de vesículas sinápticas en el citoplasma mediante la inducción de transporte inverso en VMAT2. ARM también se unen al receptor intracelular TAAR1 como agonistas, lo que produce una inhibición de la recaptación de transporte y en los transportadores de la membrana plasmática (DAT, NET y SERT) como resultado inverso. Los efectos combinados de los ARM en VMAT2 y TAAR1 resultado en la liberación de neurotransmisores de las vesículas sinápticas y el citoplasma celular en la hendidura sináptica donde se unen a sus asociados autorreceptores presinápticos y postsinápticos . Ciertos ARM interactuar con otros receptores intracelulares que promueven la neurotransmisión presináptica de la monoamino también (por ejemplo, la metanfetamina es también un agonista en σ 1 receptor ).

## Selectividad
Los ARMs actúan en diferentes proporciones en serotonina, norepinefrina y dopamina. Algunos inducen la liberación de los tres neurotransmisores en un grado similar, como la MDMA , mientras que otros son más selectivos.
| Compuesto              | NE     | DA     | 5-HT   |
| ---------------------- | ------ | ------ | ------ |
| 4-Fluoroamphetamine    | 28.0   | 51.5   | 939    |
| 4-Methylamphetamine    | 22.2   | 44.1   | 53.4   |
| 4-Methylmethcathinone  | 62.7   | 49.1   | 118.3  |
| Aminorex               | 26.4   | 49.4   | 193    |
| D-Anfetamina           | 7.07   | 24.8   | 1765   |
| Benzylpiperazine       | 62     | 175    | 6050   |
| Cathine                | 15.0   | 68.3   | >10000 |
| L-Cathinone            | 12.4   | 18.5   | 2366   |
| Chlorphentermine       | >10000 | 2650   | 30.9   |
| L-Efedrina             | 43.1   | 236    | >10000 |
| D-Ephedrine            | 218    | 2104   | >10000 |
| Fenfluramina           | 739    | >10000 | 79.3   |
| Dexfenfluramina        | 302    | >10000 | 51.7   |
| Levfenfluramina        | >10000 | >10000 | 147    |
| D-Methamphetamine      | 12.3   | 24.5   | 736    |
| L-Methamphetamine      | 28.5   | 416    | 4640   |
| L-Methcathinone        | 13.1   | 14.8   | 1772   |
| MDA                    | 108    | 190    | 160    |
| MDMA                   | 110    | 278    | 72     |
| Methylone              | 152.3  | 133    | 242.1  |
| Naphthylisopropylamine | 11.1   | 12.6   | 3.4    |
| Norfenfluramine        | 168    | 1925   | 104    |
| Phenmetrazine          | 50.4   | 131    | 7765   |
| Phentermine            | 39.4   | 262    | 3511   |
| Phenylpropanolamine    | 89.5   | 836.6  | >10000 |
| L-Pseudoephedrine      | 224    | 1988   | >10000 |
| Tiramina               | 40.6   | 119    | 2775   |

Como ejemplos, la anfetamina y metanfetamina son ANRMs pero sólo liberadores muy débiles de serotonina (~ 60 y 30 veces menor que la dopamina, respectivamente) y MBDB es un SNRA bastante equilibrado pero un liberador débil de la dopamina (~ 6 y 10 veces Menor para la dopamina que la noradrenalina o la serotonina, respectivamente). Aún más selectiva incluir agentes como fenfluramina , un SRA selectiva, y la efedrina , la ANR no selectiva. Las diferencias en la selectividad de estos agentes es el resultado de diferentes afinidades como sustratos para los transportadores de monoamina, y por lo tanto la capacidad de diferentes para acceder a las neuronas monoaminérgicas e inducir la liberación de neurotransmisores de monoamina a través de las proteínas TAAR1 y VMAT2.
Hasta la fecha, no se conocen DRA selectivas. Esto se debe a que ha demostrado ser extremadamente difícil separar DAT afinidad de afinidad NET y retener la liberación de eficacia al mismo tiempo. Varios SDRAs selectivos se conocen sin embargo, aunque estos compuestos también actúan como no selectivos de los receptores de la serotonina agonistas.